# Caladenia caudata
Caladenia caudata är en orkidéart som beskrevs av William Henry Nicholls. Caladenia caudata ingår i släktet Caladenia och familjen orkidéer.
Artens utbredningsområde är Tasmanien. Inga underarter finns listade i Catalogue of Life.